# Polypodium wightianum
Polypodium wightianum là một loài dương xỉ trong họ Polypodiaceae. Loài này được Benth. mô tả khoa học đầu tiên năm 1861.
Danh pháp khoa học của loài này chưa được làm sáng tỏ. 